# Edy Ganem

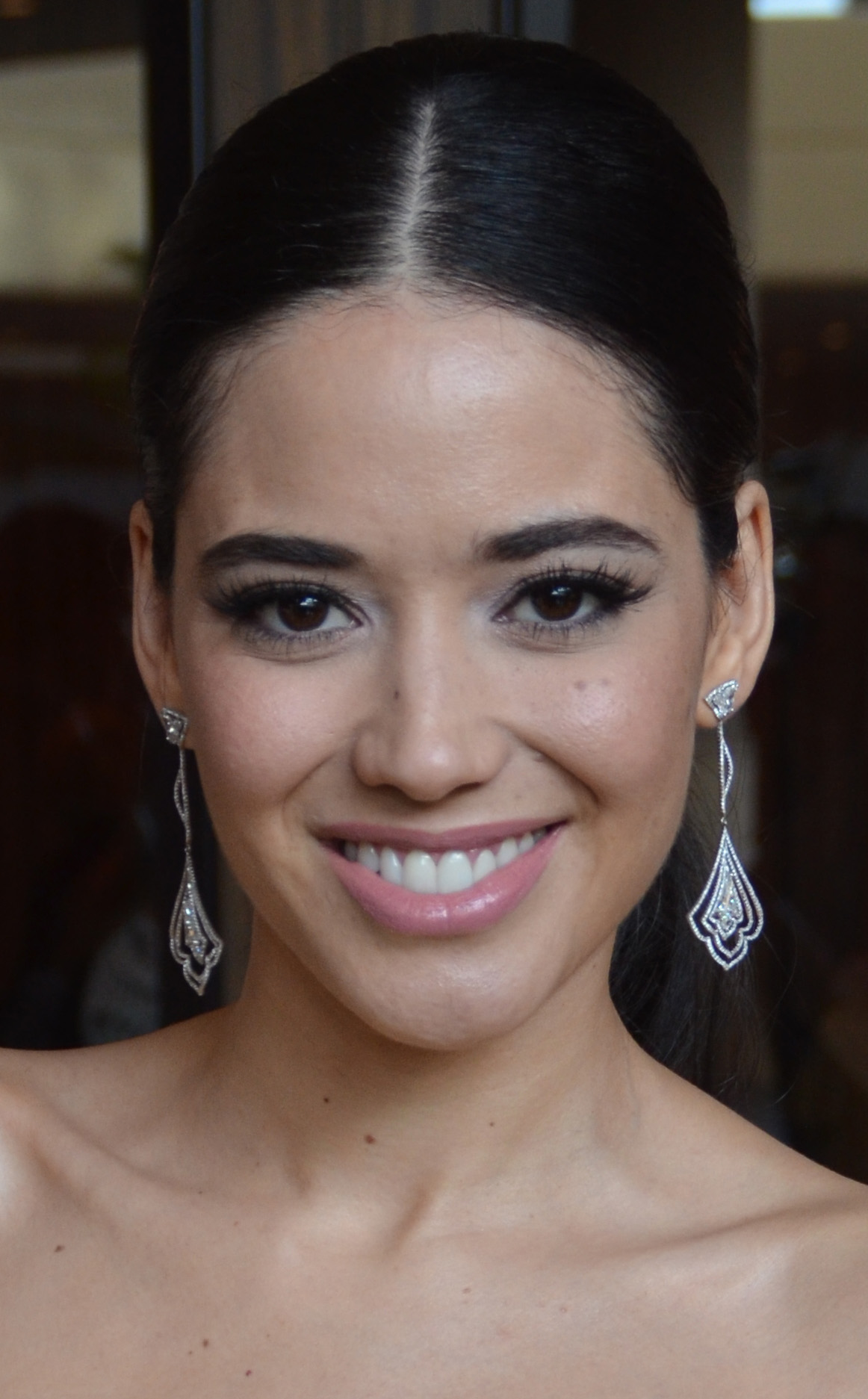
Edy Ganem

Edurne „Edy“ Ganem (* 20. September 1983 in Modesto, Kalifornien) ist eine US-amerikanische Schauspielerin mit mexikanischen und libanesischen Vorfahren. Sie lebt in Los Angeles.

## Filmografie (Auswahl)
Filme
- 2009: The Way to Happiness
- 2010: Las Angeles
- 2010: Roundabout (Kurzfilm)
- 2010: The Loneliest Road in America
- 2010: Black Limousine
- 2011: Salvador (Kurzfilm)
- 2011: Lucha (Kurzfilm)
- 2011: Sex/Absurd
- 2011: Laptop (Kurzfilm)
- 2011: Like Crazy
- 2011: The Ghostmaker
- 2012: Unspoken (Kurzfilm)
- 2012: Ojalá (Kurzfilm)
- 2012: Lola’s Love Shack
- 2012: Goodbye, I Love You (Kurzfilm)
- 2013: Violeta (Kurzfilm)
- 2015: Ana Maria in Novela Land
- 2017: After the Wedding
- 2017: Blood Heist
- 2018: Created Equal
- 2019: Beneath Us
- 2019: Made for You, with Love (Fernsehfilm)
- 2019: Un sentimiento honesto en el calabozo del olvido
- 2020: Useless Humans
- 2020: In Other Words
- 2021: Color Box
- 2022: Free Dead or Alive
- 2023: Fool’s Paradise

Fernsehserien
- 2008: Life, Love & Hollywood (Episode Taking Risks)
- 2008: It’s Always Sunny in Philadelphia (Episode America’s Next Top Paddy’s Billboard Model Contest)
- 2008: Entourage (Episoden Gotta Look Up to Get Down, First Class Jerk, Pie)
- 2008: CSI: Vegas (CSI: Crime Scene Investigation, Episode Let It Bleed)
- 2010–2011: Livin’ Loud (6 Episoden)
- 2012: The Cleveland Show (Stimme, Episode Y Tu Junior Tambien)
- 2012: Rob (Episode Dad Comes to Visit)
- 2013–2015: Devious Maids – Schmutzige Geheimnisse (Devious Maids, 28 Episoden)
- 2019: Undone (Episode Prayers And Visions)
- 2019–2020: The Neighborhood (3 Episoden)
- 2021–2022: Bob Hearts Abishola
- 2022–2024: 9-1-1: Notruf L.A. (9-1-1, 5 Folgen)